# Prima guerra persiana
La prima guerra persiana scoppiò nel 492 a.C. e si concluse con la vittoria ateniese nella battaglia di Maratona, nel 490 a.C.
Il conflitto, formato da due spedizioni distinte, fu voluto dal re di Persia Dario I principalmente per punire Atene ed Eretria, che in precedenza avevano sostenuto le poleis della Ionia durante la loro rivolta contro il dominio persiano, suscitando in tal modo l'ira di Dario, che nel conflitto vide anche l'opportunità di estendere il suo dominio in Europa e di rendere sicura la frontiera occidentale del suo vasto impero.
Durante la prima campagna, svoltasi nel 492 a.C., Mardonio fu inviato in Macedonia e in Tracia, dove, però, venne sconfitto dai Traci Bigi. Successivamente questa campagna venne interrotta dal naufragio della flotta persiana in una tempesta al largo del monte Athos.
L'anno seguente Dario inviò dei messi in tutta la Grecia, chiedendo ai Greci di diventare suoi sudditi: quasi tutte le città accettarono questa offerta, con l'eccezione di Atene e Sparta, che invece uccisero gli ambasciatori. Dal momento che Atene riproponeva un atto provocatorio nei suoi confronti e che Sparta gli aveva apertamente dichiarato guerra, Dario ordinò un'altra spedizione militare per l'anno successivo.
La seconda campagna, svoltasi nel 490 a.C., fu comandata da Dati e Artaferne. La spedizione si concentrò inizialmente sulla conquista delle isole Cicladi, che furono tutte annesse all'impero persiano (compresa Nasso, che nel 499 a.C. era riuscita a resistere); raggiunta la terraferma, le truppe sbarcarono a Eretria, che fu assediata, conquistata e rasa al suolo, mentre i suoi cittadini vennero ridotti in schiavitù. Infine l'esercito persiano si diresse verso l'Attica e sbarcò presso Maratona, dove fu gravemente sconfitto dal piccolo esercito schierato dalle poleis di Atene e Platea.
Questa sconfitta impedì il proseguimento della spedizione, costringendo i Persiani a tornare in Asia coi prigionieri eretriesi. La campagna persiana era tuttavia riuscita a centrare la maggior parte dei suoi obiettivi, punendo la maggior parte di coloro che avevano appoggiato le ribellioni e conquistando le isole egee. Data la brusca interruzione di questa spedizione, Dario ne preparò un'altra molto più grande per sottomettere definitivamente tutta la Grecia e per punire Atene e Sparta; questa spedizione però continuò a essere rimandata a causa dello scoppio di insurrezioni a carattere locale all'interno dell'impero achemenide e Dario nel frattempo morì di vecchiaia. Il compito di condurre una nuova campagna fu quindi lasciato a suo figlio Serse I, che la attuò nel 480 a.C.

## Fonti
Gli storici concordano sul fatto che la fonte principale riguardante le guerre persiane sia l'opera di Erodoto Le storie, la cui attendibilità è da sempre discussa. L'autore, infatti, afferma di essersi basato su fonti orali e inoltre dichiara di avere come fine ultimo quello di far ricordare ai posteri la storia delle guerre persiane, prendendo a modello l'epica omerica. Egli, quindi, non scrisse un trattato storiografico secondo i dettami odierni poiché non citò le sue fonti, né riferì dati tecnici che oggi non verrebbero certamente trascurati.
Mentre alcuni storici ritengono che Erodoto, in molti casi, abbia inteso avvalorare le sue idee a scapito della loro attendibilità, senza però produrre prove a sostegno di tale ipotesi; la maggior parte degli studiosi lo ritengono uno storico onesto e non di parte, anche se riportò molti dati chiaramente esagerati, fino a sconfinare nel mito. Bisogna quindi valutare con attenzione le informazioni che riporta quando dichiara di essere stato testimone dei fatti (le guerre persiane, ad esempio, scoppiarono prima che nascesse e si svolsero durante i suoi primi anni di vita), nonché i dati prodotti dai suoi informatori, i quali potrebbero avergli passato dati scorretti.
Erodoto aveva scarsissime nozioni di arte bellica e tattiche, pertanto descrisse le guerre persiane in un modo che si rifà ai racconti epici; per questo motivo probabilmente accettò anche numeri assurdi per quantificare gli effettivi stanziati dai Persiani nella seconda guerra persiana, e preferì spesso riferire azioni compiute da singoli piuttosto che da interi eserciti. La mancanza di particolari tecnici (dovuta anche al fatto che i testimoni interpellati da Erodoto, spesso soldati dell'una o dell'altra parte, non ricordavano con precisione gli eventi a distanza di decenni) rende spesso difficile la comprensione degli avvenimenti.
In conclusione molti studiosi accettano l'affermazione di Charles Hignett secondo la quale "Erodoto fornisce l'unica base sicura per una ricostruzione moderna delle guerre persiane, dato che non si può dare alcuna fiducia agli altri resoconti quando differiscono da Erodoto".

### Altri scrittori antichi
Le fonti complementari a Erodoto sono:
- I Persiani, di Eschilo: la tragedia, essendo stata scritta da un testimone oculare e rappresentata nel 473/472 a.C., pur nei limiti di una rappresentazione artistica di parte, intratteneva l'uditorio ateniese ricordando loro lo svolgimento della battaglia di cui furono essi stessi protagonisti.
- I Persica di Ctesia di Cnido riassunti da Fozio di Costantinopoli: Ctesia accusò Erodoto di essere un bugiardo e basò il suo resoconto su quanto gli riferirono i Persiani, ma la sua storia è disseminata di errori e quindi inattendibile.
- La Ciropedia di Senofonte: secondo alcuni storici questo trattato, pur non contenendo dati storici, può essere utile per ricavare informazioni riguardanti l'esercito persiano.
- La Storia universale di Eforo di Cuma: egli scrisse questo testo, andato perduto, basandosi sul resoconto di Erodoto e tentando di renderlo più chiaro. In alcuni punti lo contraddice senza, però, citare le fonti, quindi anche la sua cronaca viene ritenuta inattendibile.
- La Bibliotheca historica di Diodoro Siculo: per la redazione utilizzò molteplici fonti, spesso perdute; per le guerre persiane si basò principalmente sull'opera di Eforo. La sua versione degli eventi è aspramente criticata per la sua mancanza di esperienza militare e per i pregiudizi patriottici in essa inseriti, quindi non viene ritenuta particolarmente attendibile.
- La Vita di Milziade di Cornelio Nepote: il resoconto della battaglia di Maratona dato da Nepote, probabilmente basato su quello di Eforo, divide tuttora gli storici, visto che alcuni lo preferiscono a quello di Erodoto mentre altri non lo considerano attendibile.
- La Vita di Temistocle e la Vita di Aristide di Plutarco: le vite di Plutarco, considerate molto migliori di quelle di Nepote, possono fornire dettagli utili, ma dove contraddicono Erodoto di solito risultano inattendibili.

## Antefatti
La prima guerra persiana trova la sua causa immediata nella rivolta ionica, pur essendo anche identificabile come il risultato di un lungo periodo di scontri tra i Greci e i Persiani. Nel 500 a.C. l'impero persiano era ancora relativamente giovane e in fase di espansione, ma aveva già vissuto varie rivolte dei popoli da esso assoggettati. Inoltre, il re Dario I era considerato un usurpatore e per questo aveva passato molto tempo a estinguere le rivolte contro il suo potere. Già prima della rivolta ionica Dario, sedate le rivolte interne, aveva cominciato a espandere l'impero in Europa, conquistando la Tracia e costringendo la Macedonia a diventare sua alleata; tuttavia, una futura espansione persiana nella Penisola Balcanica era inevitabile, vista anche la fragilità del mondo greco, diviso in tante poleis autonome spesso in conflitto tra loro. La rivolta ionica, però, aveva messo in pericolo l'integrità stessa dell'impero persiano e l'indipendenza degli stati della Grecia continentale rimaneva una potenziale minaccia per la sua stabilità futura: Dario prese così la decisione di invadere la Grecia e di punire le città di Atene ed Eretria..
La rivolta ionica era iniziata in seguito a una fallimentare spedizione contro Nasso, per mezzo della quale il tiranno di Mileto Aristagora, che aveva coinvolto anche il satrapo Artaferne, avevano tentato di espandere il dominio persiano nell'Egeo; dopo che i Persiani avevano dovuto ritirarsi perché avevano esaurito il denaro destinato all'assedio, Aristagora, temendo di essere rimosso dal potere, abdicò e proclamò la nascita della democrazia nella sua polis. Le altre città della Ionia, che non attendevano altro che una ribellione, espulsero i tiranni nominati dai Persiani che le governavano e si dichiararono democrazie. Allora Aristagora richiese agli stati della Grecia continentale un supporto militare, ma solamente Atene ed Eretria aiutarono i ribelli, rispettivamente con 20 e 5 triremi.

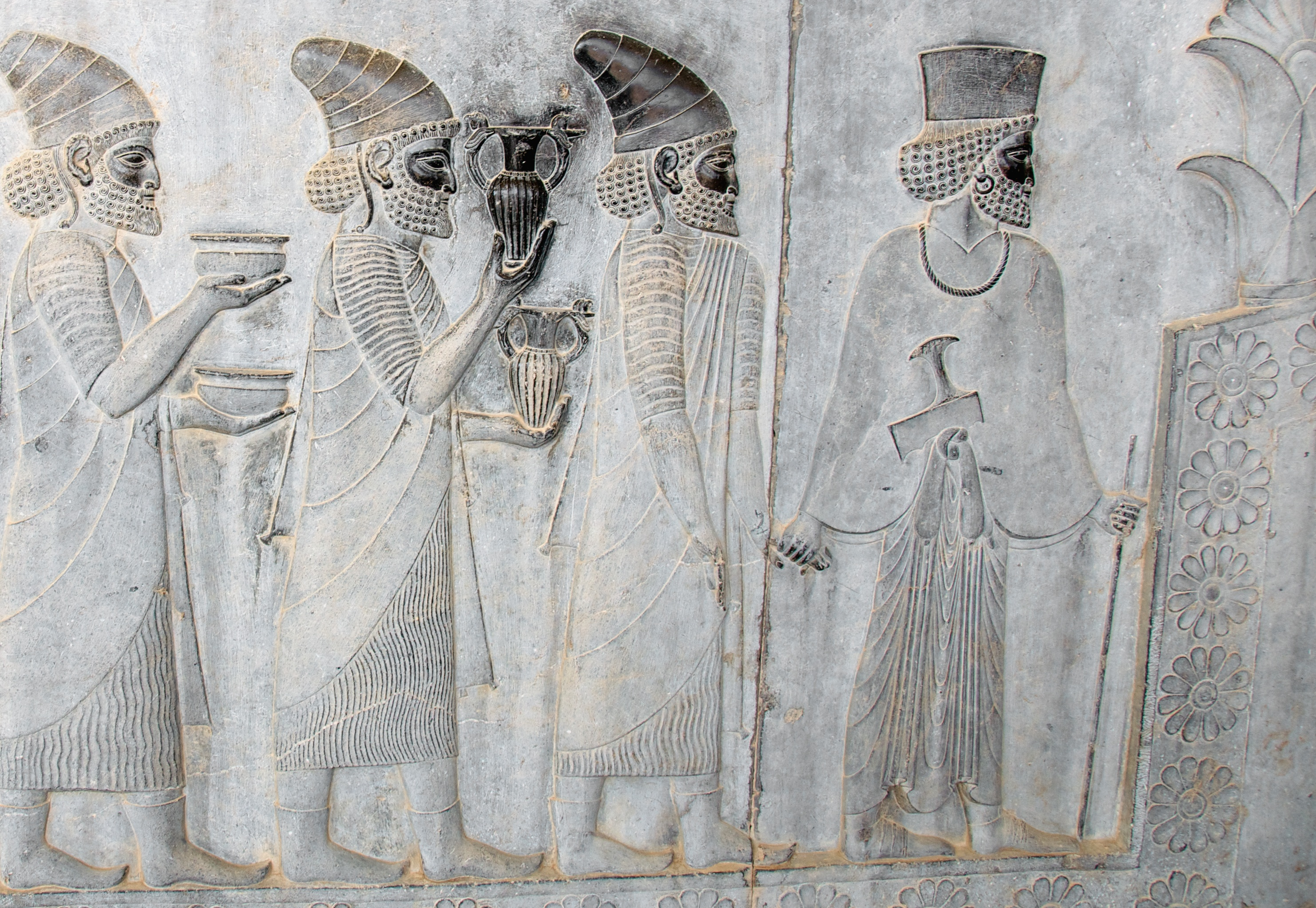
Bassorilievo proveniente da Persepoli raffigurante dei sudditi intenti a portare dei doni al sovrano persiano

Il coinvolgimento di Atene nella rivolta ionica è la conseguenza di una complessa serie di circostanze, che cominciano con l'istituzione della democrazia ad Atene alla fine del VI secolo a.C. Nel 510 a.C. gli Ateniesi, appoggiati dal re di Sparta Cleomene I, cacciarono il tiranno Ippia, subentrato al padre Pisistrato, che fuggì a Sardi presso la corte del satrapo persiano Artaferne, al quale promise il controllo su Atene in cambio della sua restaurazione come tiranno. Nel frattempo Cleomene e Isagora stavano instaurando ad Atene una oligarchia filospartana, in opposizione al capo della potente famiglia degli Alcmeonidi, Clistene, che aveva proposto al popolo di stabilire una democrazia. Non sono chiari i motivi per cui Clistene propose una riforma così radicale, che avrebbe messo in pericolo anche il potere della sua famiglia: forse si accorse che il governo aristocratico stava tramontando inesorabilmente, ma sicuramente voleva impedire con ogni mezzo possibile che Atene cadesse in potere di Sparta. In risposta a questa proposta Isagora esiliò da Atene Clistene e gli Alcmeonidi, ma il popolo, infiammato dall'idea di democrazia, colse il momento opportuno ed espulse Isagora e Cleomene: nel 507 a.C. Clistene poté tornare ad Atene e crearvi un governo democratico. L'istituzione della democrazia rivoluzionò Atene, che da allora in poi divenne una delle città più importanti della Grecia e riuscì a mantenere la democrazia ininterrottamente per quasi un secolo, tanto i suoi cittadini erano contrari a qualsiasi forma di sottomissione, che si trattasse del ritorno del tiranno Ippia, di Sparta, della Persia o di chiunque altro.
Cleomene, ovviamente, marciò su Atene con l'esercito spartano per ristabilire il suo ordine. I tentativi di Cleomene di ripristinare Isagora ad Atene si conclusero con un nulla di fatto, ma, temendo il peggio, gli Ateniesi avevano inviato ancora prima della fine di questi fatti un'ambascieria ad Artaferne per chiedere aiuto all'impero persiano. Il satrapo esigette dagli Ateniesi un dono di "terra e acqua", che rappresentavano un tradizionale segno di sottomissione, e tutti gli ambasciatori ateniesi acconsentirono a questa richiesta; tuttavia, tornati ad Atene, vennero fortemente criticati per questo. Poco dopo Cleomene organizzò un complotto per restaurare Ippia al governo di Atene. Il tentativo non riuscì, quindi Ippia ritornò a Sardi e cercò di convincere i Persiani ad attaccare Atene. Gli Ateniesi inviarono altri ambasciatori per cercare di dissuadere Artaferne da ciò, ma questo si limitò a imporre loro di accettare Ippia come tiranno. Gli Ateniesi si rifiutarono e dichiararono apertamente guerra alla Persia. Essendo già nemici della Persia, gli Ateniesi decisero sostenere le città della Ionia nella loro rivolta. Senza dubbio ciò che coinvolse Atene nella rivolta fu il fatto che le città ionie si ispirarono alla sua struttura nell'istituzione della democrazia; inoltre bisogna ricordare che, probabilmente, tali città erano in origine colonie ateniesi.
Anche la città di Eretria mandò delle truppe agli Ioni per ragioni che non sono del tutto chiare. Forse un fattore furono i traffici commerciali: l'economia di Eretria era basata sul commercio e tale attività era seriamente minacciata dalla dominazione persiana del mar Egeo. Erodoto scrive che gli Eretriesi sostennero la rivolta per ricambiare l'aiuto che i Milesi avevano dato a loro in una precedente guerra contro Calcide.
Gli Ateniesi e gli Eretriesi inviarono complessivamente 25 triremi in Asia Minore. Là l'esercito greco sorprese e sconfisse Artaferne, quindi marciò su Sardi e incendiò la città bassa. Questo fu il massimo che i Greci poterono ottenere, dato che poi furono cacciati e inseguiti dalla cavalleria persiana fino sulla costa, subendo gravi perdite. Nonostante l'insuccesso di queste azioni, gli Eretriesi e gli Ateniesi si attirarono l'inimicizia perpetua di Dario, che promise di punire entrambe le città. La vittoria navale persiana nella battaglia di Lade (494 a.C.) pose fine definitivamente alla rivolta ionica ed entro il 493 a.C. la flotta achemenide riconquistò tutte le roccaforti dei ribelli.
La rivolta fu utilizzata da Dario come pretesto per estendere l'impero fino alle isole del mar Egeo orientale e al mar di Marmara, che precedentemente non appartenevano ai domini persiani. La pacificazione della Ionia permise ai Persiani di avviare il loro programma futuro, che consisteva nell'estinguere la minaccia per l'impero costituita dalla Grecia e nel punire Atene ed Eretria.

## La spedizione di Mardonio (492 a.C.)
Nella primavera del 492 a.C. il generale persiano Mardonio, genero del re Dario, fu messo a capo di una
spedizione militare composta da una flotta e da un esercito terrestre. Secondo Erodoto il pretesto della spedizione era quello di punire Atene ed Eretria, ma il vero obiettivo era sottomettere il maggior numero possibile di città greche.
Tra gli studiosi non c'è accordo sul fine specifico di questa spedizione: alcuni ritengono che, date le sue dimensioni, puntasse alla Grecia continentale, altri invece pensano che mirasse semplicemente a ristabilire il dominio persiano in Tracia, regione che era stata conquistata nel 512 a.C. da Dario nella campagna contro gli Sciti, ma che probabilmente aveva approfittato della rivolta ionica per allentare i suoi legami con la Persia.
L'esercito terrestre partì dalla Cilicia verso l'Ellesponto, mentre la flotta, guidata da Mardonio, navigò vicino alle coste della Ionia, dove sostituì i tiranni della zona con regimi democratici. Poi, dopo essere stato trasferito al di là dei Dardanelli grazie alla flotta, l'esercito marciò attraverso la Tracia, che fu sottomessa nuovamente; quindi passò in Macedonia, regno che prima di allora era semplicemente alleato dei Persiani.
Contemporaneamente la flotta si diresse verso l'isola di Taso e la sottomise senza incontrare resistenza; poi si diresse verso Acanto e di lì tentò di circumnavigare il promontorio del monte Athos, ma, incappata in una terribile tempesta, secondo Erodoto, perse 300 navi e 20 000 uomini, sbranati dagli animali marini, sbattuti contro gli scogli, affogati perché non sapevano nuotare o uccisi dal freddo.
Intanto gli uomini della spedizione terrestre, accampati in Macedonia, subirono gravi perdite per l'attacco notturno della tribù tracia dei Brigi, che uccise molti soldati e ferì lo stesso Mardonio. Mardonio, dopo aver sottomesso i Brigi, viste le ingenti perdite subite dal proprio esercito e il disastroso naufragio della flotta, decise di tornare in Asia con tutto il corpo di spedizione; è stato ipotizzato che la scelta di Mardonio fosse dovuta principalmente alle conseguenze del naufragio, che aveva indebolito numericamente la sua flotta e forse aveva anche diminuito considerevolmente le provviste disponibili.

## Il tentativo diplomatico (491 a.C.)

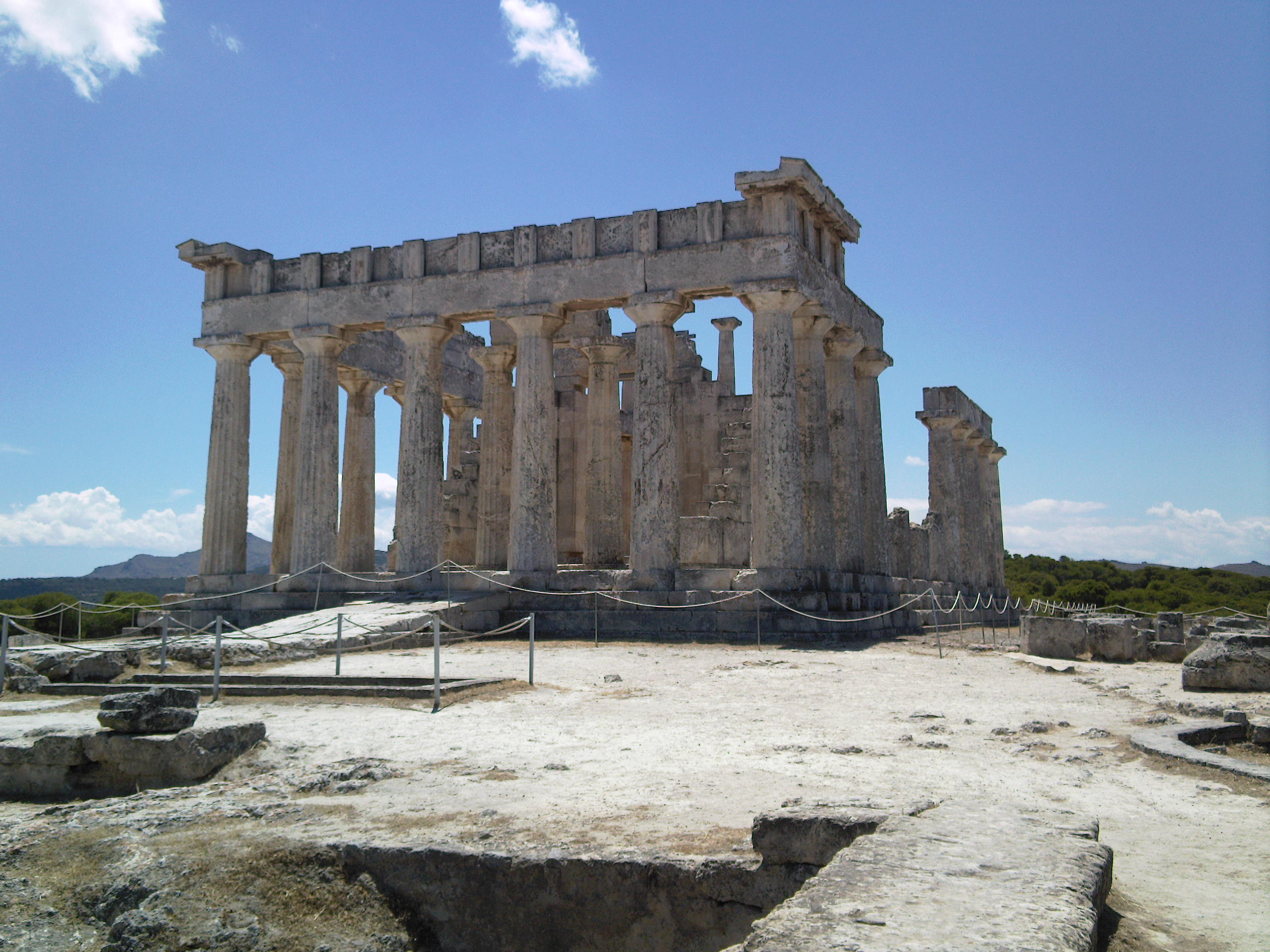
Tempio di Afaia a Egina

Nel 491 a.C. Dario prima di tutto mandò degli ambasciatori agli abitanti della ricca Taso per ordinare loro di abbattere le loro mura e mandare ad Abdera le loro navi; i Tasii obbedirono. Dopodiché, Dario inviò ambasciatori in tutte le poleis greche, chiedendo la loro sottomissione tramite la formula usuale di "terra e acqua", e contemporaneamente ordinò alle città costiere del suo impero di costruire delle navi da guerra e delle navi destinate al trasporto dei cavalli.
La maggior parte delle città-stato accettò il compromesso, temendo l'ira di Dario; gli Ateniesi, invece, li fecero gettare nel baratro, mentre gli Spartani li buttarono in un pozzo.
Tra coloro che avevano accettato l'offerta degli ambasciatori persiani c'erano gli Egineti; tale decisione preoccupò molto gli Ateniesi che, turbati dalla possibilità che gli Egineti si fossero sottomessi ai Persiani con intenzioni ostili nei loro confronti, chiesero aiuto a Sparta contro Egina. Il re Cleomene I si recò a Egina per farsi consegnare i cittadini che avevano propiziato il patto coi Persiani, ma gli Egineti si rivolsero all'altro re di Sparta, Demarato, che sostenne la posizione di Egina. In seguito a tale divergenza politica tra i due re, Cleomene dichiarò illegale il potere di Demarato, contestando la legittimità della sua nascita; ottenendo la collaborazione di Leotichida, lontano cugino di Demarato, e corrompendo una pizia a Delfi, Cleomene riuscì a far decadere Demarato, che fu sostituito proprio dallo stesso Leotichida. Dopo ciò, di fronte alla richiesta di entrambi i re di Sparta, gli Egineti capitolarono e consegnarono i dieci cittadini più importanti agli Ateniesi come garanzia della loro fedeltà. Tuttavia gli Spartani vennero a conoscenza della corruzione della Pizia di Delfi da parte di Cleomene, che quindi fuggì di nascosto in Tessaglia e, di lì, si spostò in Arcadia, dove persuase varie città ad aderire alla sua causa. A questo punto gli Spartani lo riammisero tra loro; secondo Erodoto, Cleomene, che dava segni di pazzia, fu fatto legare a un ceppo dai suoi parenti, ma questi, ottenuto un coltello da un ilota, si diede la morte provocandosi delle ferite letali. A Cleomene succedette il fratellastro Leonida I.

## Entità dell'esercito persiano (490 a.C.)

### Numero di navi
Erodoto riporta che la flotta persiana era costituita da 600 triremi, ma questa stima non è unanimemente accettata dagli storici, che avanzano varie ipotesi.
- Alcuni hanno fatto notare che il numero di 600 navi sembra essere un numero standard usato da Erodoto per le flotte persiane (secondo alcuni il numero delle navi potenzialmente utilizzabili), dato che ricorre anche per la spedizione persiana contro gli Sciti (514 a.C.) e per la battaglia di Lade (494 a.C.), e quindi non lo ritengono affidabile;
- Altri ritengono che il numero di 600 navi comportasse varie difficoltà logistiche e fosse assolutamente eccessivo per le piccole flotte nemiche da affrontare, visto che i Greci avevano mandato solo 25 triremi in soccorso degli Ioni e non potevano disporre di molte altre, quindi propongono numeri molto più bassi, come 300 (cifra citata molto spesso e proposta anche da Platone[50]), 200 o 100;
- Alcuni, accettando la stima di 600 navi, sostengono che il numero includesse anche le navi da carico[51][52] (ad esempio 300 triremi e 300 navi da carico[53]), mentre altri pensano che le navi da carico (ad esempio quelle per il trasporto dei cavalli) non fossero comprese nel numero.[54]

### Numero di fanti
Visto il silenzio di Erodoto in proposito, risultano quindi essere ancora più numerose le ipotesi riguardanti l'entità dell'esercito trasportato dalla flotta, dato che le stime variano molto a seconda del numero ipotizzato delle navi.
Erodoto infatti non indica un numero preciso, limitandosi a dire che l'esercito persiano era dotato di una grande e poderosa fanteria. Lo scrittore Lucio Ampelio fornisce una cifra più bassa, 80 000 uomini; Simonide, quasi contemporaneo agli eventi, racconta che l'esercito di Artaferne e di Dati superava le 200 000 unità; lo storico romano Cornelio Nepote riporta che i Persiani potevano contare su 200 000 fanti e 10 000 cavalieri; Plutarco e Pausania il Periegeta dichiarano che i Persiani erano 300 000, come anche il dizionario Suda; Platone e Lisia parlano di 500 000 uomini, così come fa menzione di 500 000 soldati Marco Giuniano Giustino.
Gli storici moderni respingono questi dati, considerandoli esagerazioni. Le principali ipotesi per la fanteria solitamente oscillano tra le 20 000 e le 30 000 unità, ma risulta impossibile stabilire con certezza chi abbia ragione. Vi sono varie teorie, basate in gran parte sul totale dei marinai trasportati dalle triremi persiane, che secondo Erodoto potevano trasportare al massimo 44 marinai ciascuna: si stima che 600 triremi avrebbero potuto facilmente accogliere tra le 18 000 e le 26 000 unità di fanteria, anche se alcuni studiosi ritengono che anche 18 000 fanti potessero essere un numero eccessivo, da sostituirsi con un minore e secondo loro più realistico 12 000/15 000.
- Secondo George Cawkwell, che come Christopher Tuplin riconosce l'impossibilità giungere a una stima precisa, non ci si può basare né sul numero di navi né sulle perdite narrate da Erodoto, ipotizza che le truppe fossero 30 000 perché così avrebbero potuto affrontare qualunque alleanza tra polis greche.
- Secondo N. G. L. Hammond gli effettivi persiani dovevano essere almeno 25 000 o più probabilmente almeno 30 000, dato che i Persiani sapevano che Atene, Eretria e Sparta insieme potevano schierare più di 20 000 opliti.
- Secondo Lionel Scott, che come riconosce l'impossibilità giungere a una stima precisa, le unità persiane dovevano essere almeno il doppio di quelle greche, ossia da 20 000 a 30 000.
- Secondo J. A. R. Munro 25 000 fanti sarebbero stati adeguati a una spedizione del genere.
- Secondo Jim Lacey il totale dei fanti era di circa 25 000, con 300 navi in totale di cui 50 per i cavalli e le altre 250 navi aventi circa 100 fanti l'una.
- Secondo John Francis Lazenby e Nicholas Sekunda[70] la fanteria doveva constare di 24 000 unità, rispettivamente perché 600 navi persiane potevano trasportare quel numero di uomini, sufficienti per portare a termine gli obiettivi della spedizione (prendere Nasso, punire Eretria e restaurare ad Atene il tiranno Ippia), e perché si può ipotizzare che ognuna delle 600 navi avesse a bordo 60 rematori e 40 fanti (il numero più alto di sempre per una trireme persiana o greca fu registrato dalle triremi di Chio durante la battaglia di Lade[71]).
- Secondo George Beardoe Grundy e C. Hignett, che si basano rispettivamente sul rapporto col numero delle truppe nemiche greche e sulle perdite stimate da Erodoto (6 400 uomini, che avrebbe dovuto essere circa un terzo dell'esercito), i fanti erano circa 20 000.
- Secondo N. Whatley gli effettivi persiani dovevano essere meno di 20 000, visto quanto sarebbe stato difficile trasportarle.
- Secondo Frederick Barton Maurice Dati e Artaferne avrebbero disposto ognuno di 200 navi con imbarcati 12 000 uomini e avrebbero poi diviso le loro truppe (Dati avrebbe attaccato Eretria con 3 000/4 000 uomini, mentre Artaferne sarebbe sbarcato a Maratona con 16 000/17 000 uomini), ma generalmente gli storici non danno credito a questa ricostruzione, dato che nessuno scrittore antico menziona una divisione dell'esercito persiano.
- Secondo Peter Krentz i fanti persiani potevano essere compresi tra i 12 000 stimati con 300 triremi e i 24 000 stimati con 600 triremi e aggiunge che secondo Frederick Barton Maurice le riserve d'acqua potabile presenti a Maratona potevano sostentare per una settimana un esercito di non più di 16 000 uomini.[72]

La fanteria persiana utilizzata durante l'invasione era probabilmente un gruppo eterogeneo arruolato in tutte le parti dell'impero. Tuttavia, secondo Erodoto, c'era una coesione nel tipo di armatura e nello stile di combattimento. Le truppe erano, in generale, armate di arco, lancia corta e spada, portavano uno scudo di vimini e indossavano talvolta un giustacuore di pelle. L'unica eccezione poteva essere rappresentata dalle truppe etniche persiane, che avrebbero potuto indossare un'armatura a scaglie. Anche alcuni altri contingenti erano probabilmente armati in un modo diverso: ad esempio, i Saka erano degli abili guerrieri con l'ascia. I contingenti elitari della fanteria persiana erano le truppe etniche, medie, cissiane e Saka. Erodoto menziona esplicitamente la presenza di Persiani e Saka a Maratona. La tattica di combattimento utilizzata dai Persiani consisteva probabilmente nello stare lontani dal nemico e nel logorarlo con l'arco, o comunque con le armi da lancio, prima di dargli il colpo di grazia con lo scontro frontale.

### Numero di cavalieri
Le stime per la cavalleria persiana, solitamente costituita dalle truppe etniche persiane, da Battriani, Medi, Cissiani e Saka (la maggior parte dei quali probabilmente combatteva come cavalleria leggera), si aggirano tra le 200 e 3000 unità, concordando spesso sulla cifra di 1000. Ecco alcune teorie.
- Secondo J. A. S. Evans non c'erano più di 200 cavalli, trasportati su 40 navi da carico.
- Secondo J. A. R. Munro per una spedizione del genere sarebbero stati adatti 5000 cavalli, ma visto che bisognava trasportarli via mare ritiene che verosimilmente ce ne fossero 1000.
- Secondo John Francis Lazenby c'erano 1000 cavalli, trasportati su 30 o 40 navi da carico.[54]
- Secondo Jim Lacey c'erano 1000 cavalli, trasportati su 50 navi da carico.

## La campagna di Dati e Artaferne (490 a.C.)
Approfittando del caos generatosi a Sparta, che di fatto lasciò Atene isolata, Dario decise di lanciare una nuova spedizione per punire finalmente Atene ed Eretria. Dopo aver radunato l'esercito nella città di Susa, mise al comando della spedizione i generali Artaferne, che aveva già partecipato alla soppressione dei moti ionici, e Dati. In seguito l'esercito marciò in Cilicia dove, nel frattempo, era stata raccolta la flotta.

### Campagna nell'Egeo

#### Lindo
Una volta preparata la flotta, i Persiani salparono dalla Cilicia verso l'isola di Rodi. Una cronaca del tempio di Lindo ricorda che Lindo, dove si erano rifugiati anche molti abitanti dell'isola, fu la prima città assediata da Dati durante la spedizione verso la Grecia. La cronaca racconta che i Lindii, sul punto di arrendersi per mancanza d'acqua, furono convinti da un magistrato, che diceva di essere stato visitato nel sonno da Atena, a chiedere ai Persiani una tregua per cinque giorni (il tempo per il quale sarebbero durate le loro riserve d'acqua), dato che Atena aveva promesso di chiedere l'intercessione di Zeus per procurare loro dell'acqua. Secondo la cronaca Dati si mise a ridere per la richiesta, ma il giorno dopo, vedendo che i Lindii avevano ricevuto acqua sufficiente grazie a un temporale verificatosi sull'acropoli, inviò delle offerte alla dea e molti doni a loro; strinse poi un'alleanza coi Lindii dicendo: "questi uomini sono protetti dagli dei".

#### Nasso
La flotta poi si spostò a nord, lungo la costa della Ionia, verso Samo, ma virò bruscamente a ovest, addentrandosi nel mar Egeo. La flotta giunse a Nasso per punire i suoi abitanti per la loro resistenza alla spedizione persiana di dieci anni prima. Molti degli abitanti si rifugiarono sulle montagne e quelli che furono catturati furono ridotti in schiavitù. Quindi i Persiani incendiarono la città e i templi.

#### Le Cicladi

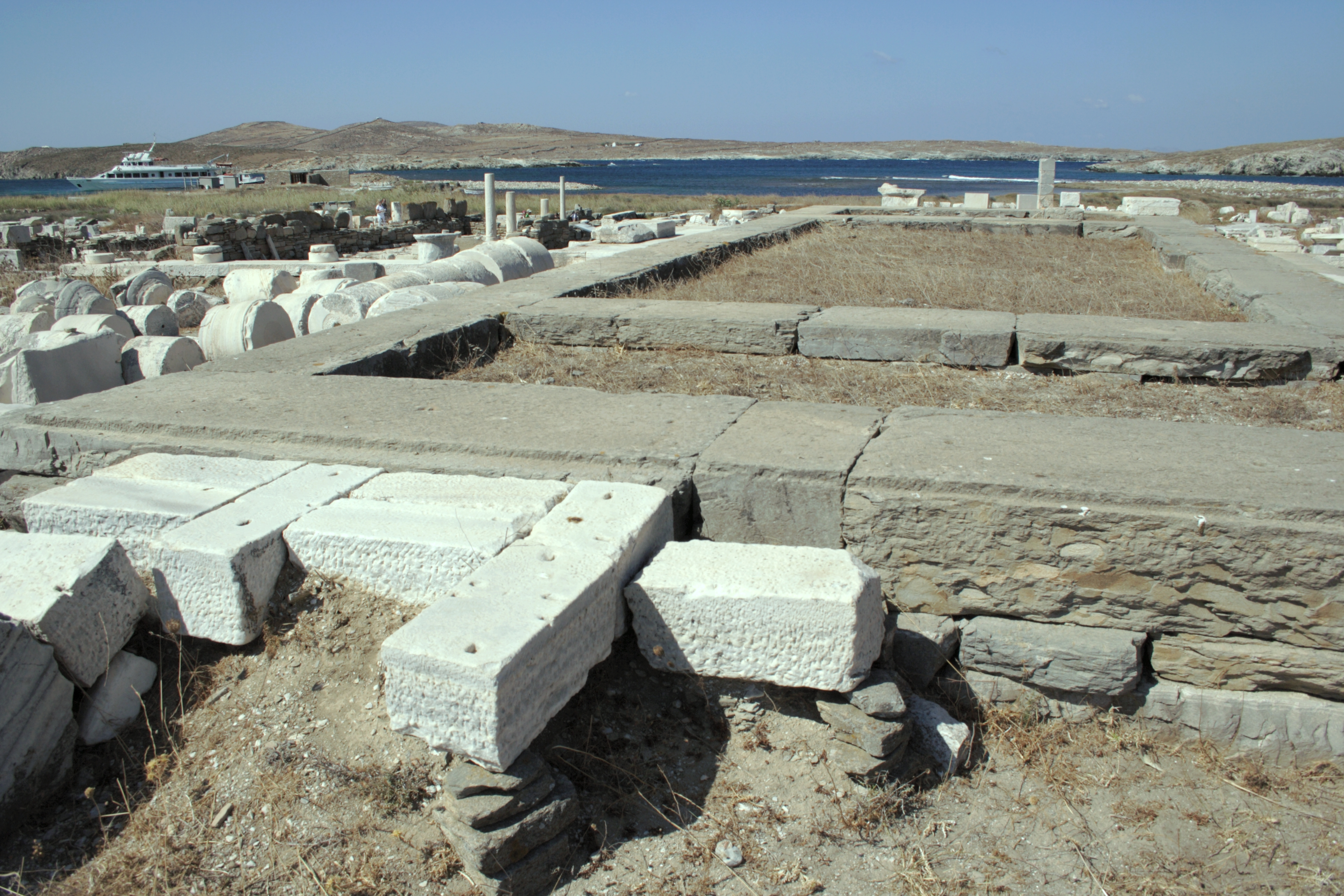
Le rovine del tempio di Apollo a Delo

La flotta persiana si avvicinò allora a Delo, facendo fuggire gli abitanti dell'isola. Avendo già dimostrato la potenza persiana con l'episodio di Nasso, Dati voleva mostrare alle isole la sua clemenza, a condizione che fossero gli isolani stessi a sottomettersi ai Persiani. Mandò un messo all'isola di Delo, che disse:
(Erodoto, VI, 97.)
Dati poi offrì in sacrificio 300 talenti d'incenso nel tempio di Apollo a Delo per mostrare il suo rispetto verso uno degli dei dell'isola. La flotta continuò per tutto il resto del mar Egeo con questa strategia, sulla strada per Eretria, catturando ostaggi e ricevendo truppe da ogni isola.

### Operazioni nella Grecia continentale

#### Caristo
I Persiani giunsero al largo della punta meridionale dell'Eubea, a Caristo. I suoi cittadini si rifiutarono di fornire degli ostaggi ai Persiani, così furono assediati e la loro terra fu devastata, finché non si arresero ai Persiani.

#### L'assedio di Eretria
La flotta circumnavigò l'isola di Eubea fino ad arrivare alla polis di Eretria, primo obiettivo persiano. Secondo Erodoto, gli Eretriesi erano divisi tra loro: alcuni avrebbero preferito fuggire sulle alture, altri intendevano resistere e difendere la città, altri ancora volevano arrendersi ai Persiani. La maggioranza dei cittadini decise di rimanere in città. Gli Eretriesi non tentarono minimamente di ostacolare lo sbarco o l'avanzata dei Persiani: semplicemente lasciarono che i nemici li assediassero. Per sei giorni gli Eretriesi resistettero ai Persiani, che subirono alcune perdite, ma il settimo giorno due Eretriesi aprirono le porte e consegnarono la città ai nemici. La città fu rasa al suolo e furono saccheggiati e bruciati i templi e i santuari. Inoltre, per ordine di Dario, tutti gli abitanti sopravvissuti vennero ridotti in schiavitù.

#### La battaglia di Maratona
Successivamente la flotta persiana navigò verso sud, lungo la costa dell'Attica, per poi sbarcare nella baia di Maratona, a circa 42 km da Atene, su consiglio di Ippia infatti la piana di maratona era una posizione strategica, figlio dell'ex tiranno di Atene Pisistrato e ora alla corte persiana. Gli Ateniesi, uniti a una piccola forza della polis di Platea, marciarono verso Maratona e riuscirono a bloccare le due uscite dalla piana di Maratona. Allo stesso tempo, l'assemblea di Atene inviò a Sparta l'emerodromo Fidippide (o Filippide), il più grande del suo tempo, per chiedere aiuto all'esercito spartano. Fidippide arrivò nella polis durante le Carnee, un periodo di pace sacrosanta, e fu informato che l'esercito spartano non avrebbe potuto marciare in guerra fino al primo plenilunio dopo la festività religiosa e che, quindi, Atene avrebbe dovuto aspettare dieci giorni. Dopo esserne venuti a conoscenza, gli Ateniesi, insieme a un piccolo contingente di opliti di Platea, decisero di resistere a Maratona.
Seguì una situazione di stallo. Nessuno dei dieci strateghi voleva muovere battaglia contro i persiani, aspettando probabilmente l'arrivo degli spartiati. Alla fine decisero di affidarsi a Milziade il quale, appartenente della famiglia dei Filaidi, possedeva territori nel Chersoneso Tracico (odierna penisola di Galipoli). Per le sue conoscenze dei Persiani che pochi ateniesi potevano vantare, decise l'immediato attacco ai Persiani. Nonostante la superiorità numerica dei nemici, la falange oplitica greca, formata dalla fanteria ateniese si dimostrò straordinariamente efficace: gli Ateniesi attaccarono frontalmente l'esercito persiano, che sfondò la parte centrale dello schieramento greco ma non riuscì a sconfiggerla. Intanto le ali dell'esercito persiano erano state sopraffatte e fuggivano verso le navi. Le ali destra e sinistra dell'esercito greco bloccarono la via di fuga diretta alle navi e, insieme alla parte centrale, premevano contro le linee persiane; sotto questa pressione l'esercito di Dati si sfaldò e si diresse verso le navi, che salparono immediatamente. Erodoto afferma che ci furono 6 400 caduti tra le file persiane contro soli 192 degli Ateniesi e 11 di Platea.
Nel periodo immediatamente successivo alla battaglia, Erodoto riporta che la flotta persiana circumnavigò Capo Sunio cercando di attaccare direttamente Atene dal mare, anche se alcuni storici moderni tendono a collocare questo tentativo poco prima della battaglia campale. In entrambi i casi, gli Ateniesi si resero conto che la loro città era ancora sotto minaccia persiana, e marciarono il più rapidamente possibile verso Atene; arrivarono in città in tempo per evitare che i Persiani sbarcassero. Vedendo che lo sbarco a sorpresa era fallito, i Persiani tornarono sconfitti in Asia Minore. Il giorno successivo alla battaglia l'esercito spartano giunse ad Atene, coprendo i 220 km che separano Sparta e Atene in soli tre giorni; gli Spartani, visitando il campo di battaglia a Maratona, convennero che gli Ateniesi avevano ottenuto una grande vittoria.

## Importanza
Per i Persiani le due spedizioni contro la Grecia furono assolutamente positive; nuovi territori furono aggiunti all'impero e la polis di Eretria venne punita. Una lieve battuta d'arresto fu rappresentata dalla sconfitta subita a Maratona, che tuttavia non aveva intaccato in modo considerevole le enormi risorse dell'Impero Persiano. Eppure, per i Greci, quella di Maratona fu una vittoria estremamente significativa, dal momento che essi non erano mai riusciti a battere in battaglia i Persiani prima d'allora.
La vittoria di Maratona rappresentò un momento fondamentale per la recente democrazia ateniese e mostrò i risultati che potevano essere ottenuti attraverso l'unità e la fiducia in sé stessi; questo scontro segnò l'inizio dell'età d'oro di Atene. Ciò poté essere applicato anche a tutta la Grecia: "la vittoria dotò i Greci di una fiducia in sé stessi che rimase per tre secoli, durante i quali si sviluppò la cultura occidentale". Secondo John Stuart Mill "la battaglia di Maratona, anche come evento della storia britannica, è più importante della battaglia di Hastings".
Militarmente questa guerra evidenziò il potenziale della falange oplitica. Questo stile di combattimento si era sviluppato durante le numerose guerre tra i Greci; poiché ogni città-stato combatteva allo stesso modo, i vantaggi e gli svantaggi di questo metodo non erano evidenti ai Greci. La battaglia di Maratona fu la prima volta che una falange batteva delle truppe armate alla leggera, mostrò quanto potessero essere devastanti gli opliti in battaglia. La formazione oplitica era sì vulnerabile alla cavalleria, ma, utilizzata nelle giuste circostanze, era molto efficace. I Persiani, però, non fecero tesoro della lezione a loro impartita a Maratona. La composizione della fanteria durante la seconda guerra persiana era pressoché identica a quella della prima, nonostante i Persiani avessero grande disponibilità di opliti e altri tipi di fanteria pesante nelle terre da loro dominate. Avendo già precedentemente vinto combattimenti contro gli opliti, i Persiani considerarono Maratona semplicemente come un'eccezione.

## Fatti successivi

L'Impero Persiano sotto gli Achemenidi

La sconfitta a Maratona pose momentaneamente fine ai tentativi di invasione persiana della Grecia. Tuttavia, la Tracia e le Cicladi erano state annesse all'impero persiano, mentre la Macedonia era ancora un vassallo persiano. Dario aveva ancora intenzione di invadere e di conquistare la Grecia, per rendere sicura la parte occidentale del suo impero. Inoltre, Atene rimase impunita nonostante il ruolo ricoperto nella rivolta ionica e, al pari di Sparta, non conobbe conseguenze per il trattamento che aveva riservato agli ambasciatori persiani.
Dario stava cominciando nuovamente a organizzare un enorme esercito con cui intendeva sottomettere completamente la Grecia. Tuttavia, nel 486 a.C., i suoi sudditi egiziani si ribellarono, rimandando a tempo indeterminato ogni spedizione contro le poleis greche. Dario morì mentre si preparava a marciare verso l'Egitto e il trono di Persia passò a suo figlio Serse I. Questi soffocò la rivolta egiziana e cominciò a progettare una nuova invasione della Grecia. La spedizione fu finalmente pronta nel 480 a.C., anno in cui iniziò la seconda guerra persiana, sotto il comando dello stesso Serse.